# Elena Hight
Elena Hight (ur. 17 sierpnia 1989 w Princeville, Hawaje) – amerykańska snowboardzistka. Na igrzyskach w Turynie zajęła 6. miejsce w halfpipe’ie. Cztery lata później, na igrzyskach w Vancouver była dziesiąta w halfpipe’ie. Najlepsze wyniki w Pucharze Świata osiągnęła w sezonie 2012/2013, kiedy to zajęła 28. miejsce w klasyfikacji generalnej (AFU), w klasyfikacji halfpipe’a była 22.

## Sukcesy

### Igrzyska olimpijskie
| Miejsce | Dzień     | Rok  | Miejscowość | Konkurencja | Zwycięzca    |
| ------- | --------- | ---- | ----------- | ----------- | ------------ |
| 6.      | 13 lutego | 2006 | Turyn       | Halfpipe    | Hannah Teter |
| 10.     | 18 lutego | 2010 | Vancouver   | Halfpipe    | Torah Bright |

### Mistrzostwa Świata
| Miejsce | Dzień       | Rok  | Miejscowość | Konkurencja | Zwycięzca     |
| ------- | ----------- | ---- | ----------- | ----------- | ------------- |
| 19.     | 22 stycznia | 2005 | Whistler    | Halfpipe    | Doriane Vidal |

#### Miejsca w klasyfikacji generalnej
- 2004/2005 – –
- 2008/2009 – 62.
- 2009/2010 – 151.
  - AFU[4]
- 2012/2013 – 28.
- 2013/2014 –

#### Miejsca na podium
1. La Molina – 14 marca 2009 (halfpipe) – 3. miejsce